# Zapsillea, Krasnopillea
Zapsillea (în ucraineană Запсілля) este localitatea de reședință a comunei Zapsillea din raionul Krasnopillea, regiunea Sumî, Ucraina.

## Demografie
Componența lingvistică a localității Zapsillea
     Ucraineană (93,46%)
     Rusă (6,24%)
     Alte limbi (0,15%)
Conform recensământului din 2001, majoritatea populației localității Zapsillea era vorbitoare de ucraineană (93,46%), existând în minoritate și vorbitori de rusă (6,24%).